# Kleiner Nander
Der Kleine Nander (Nandus nandus) ist ein in südostasiatischen Süßwassergewässern beheimateter Vertreter der Nanderbarsche (Nandidae) und die Typusart der Gattung Nandus. Er wird auch kurz Nander und Indischer Vielstachler genannt, ist aber mit den südamerikanischen und westafrikanischen Vielstachlern (Polycentridae) nicht näher verwandt.

## Merkmale
Der Kleine Nander erreicht eine Maximallänge von 20 cm, bleibt meist aber kleiner. Sein fast vollständig beschuppter Körper ist mäßig gestreckt und von braunoliver, dunkelgrüner oder dunkelbrauner Grundfarbe und großfleckig marmoriert. Dabei ist die Oberseite in der Regel dunkler, die Unterseite leicht rötlich. Die Flossen sind, abgesehen von der teilweise übergreifenden Marmorierung in der Rückenflosse, grünlich bis gelblich transparent. Das Maul ist groß und protraktil (vorstreckbar), der Unterkiefer steht vor. Der Vorkiemendeckel ist gesägt, der Kiemendeckels läuft in einem flachen Dorn aus. Männchen sind dunkler. Ihre Flossen sind etwas größer.
- Flossenformel: Dorsale XIV–XV/11–12, Anale III/5–6, Ventrale I/5.
- Schuppenformel: mLR 34–35.

## Lebensweise
Die Fische leben im Süßwasser und in leichtem Brackwasser vor allem in stehenden oder langsam fließenden Gewässern, in Seen, Stauseen und Kanälen, sowie in Gräben und auf überschwemmten Feldern. Sie ernähren sich carnivor von kleineren Fischen, Wasserinsekten und kleinen Krebstieren. Nanderbarsche sind Freilaicher, die etwa 300 Eier legen. Eine Brutpflege findet nicht statt.